# 더 코드 (2014년 드라마)
《더 코드》(영어: The Code)는 2014년부터 현재까지 방영된 오스트레일리아의 드라마이다.